# Solna
Koordinaten: 59° 21′ N, 18° 0′ O

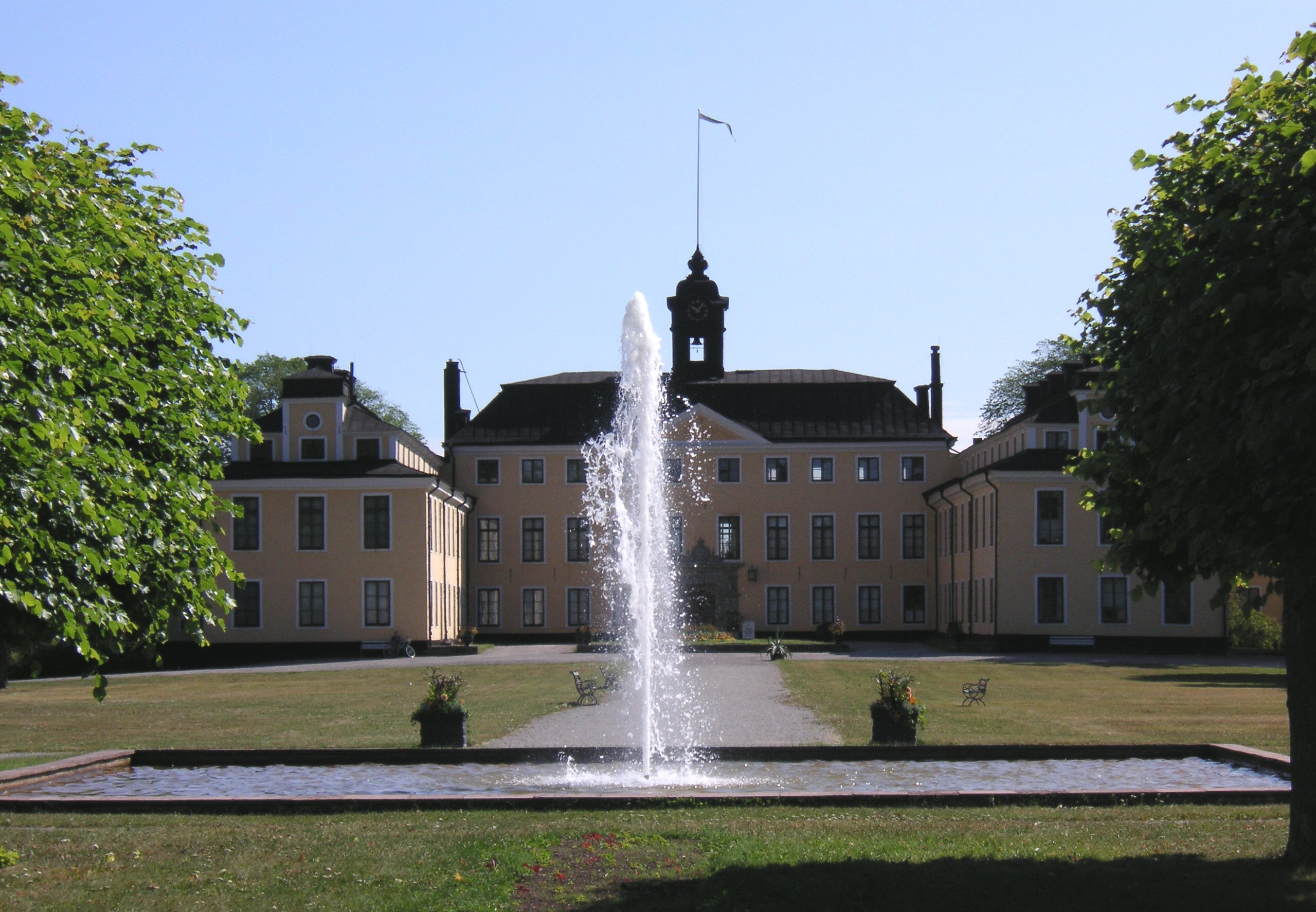
Schloss Ulriksdal

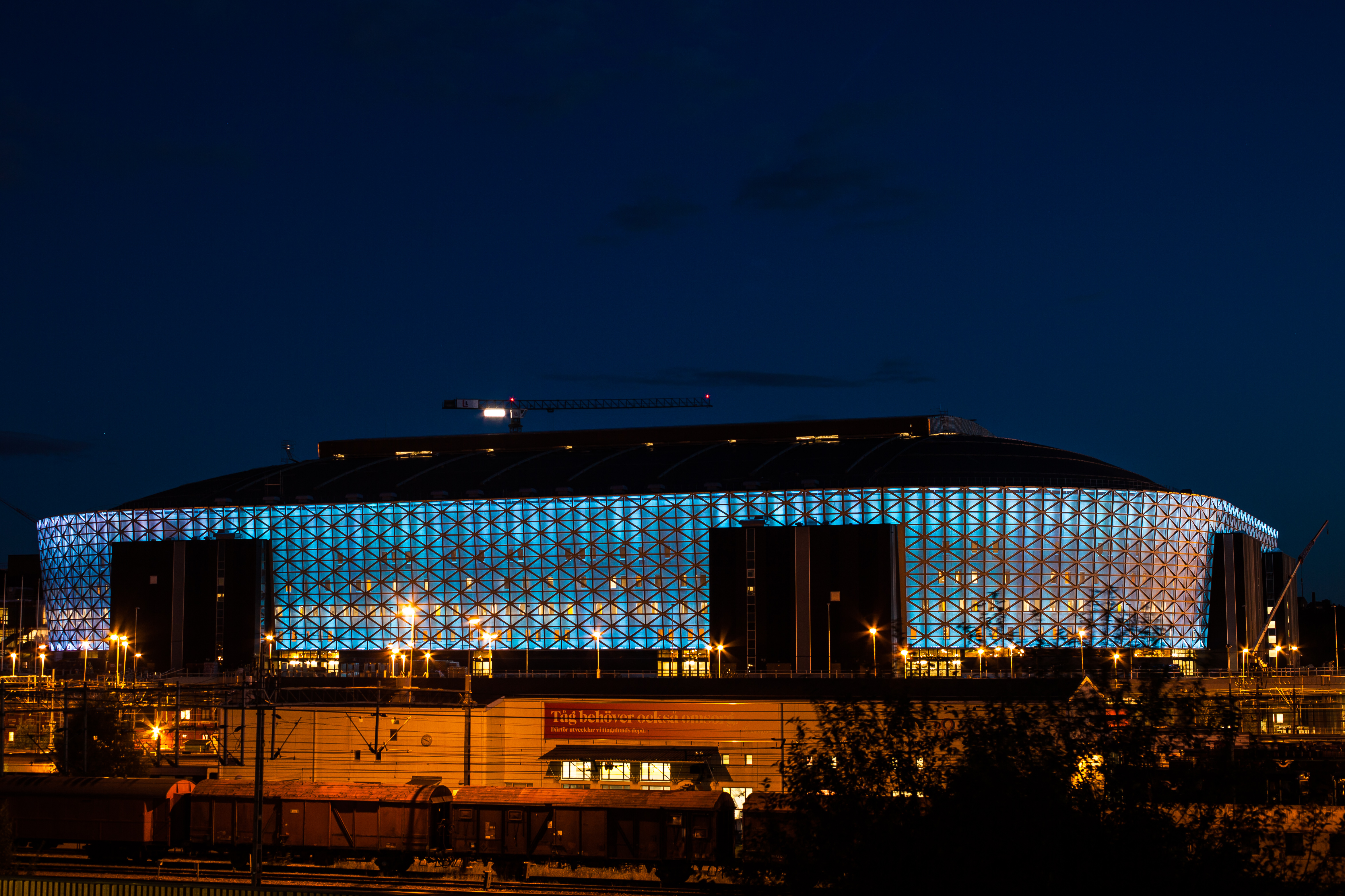
Fußballstadion Strawberry Arena

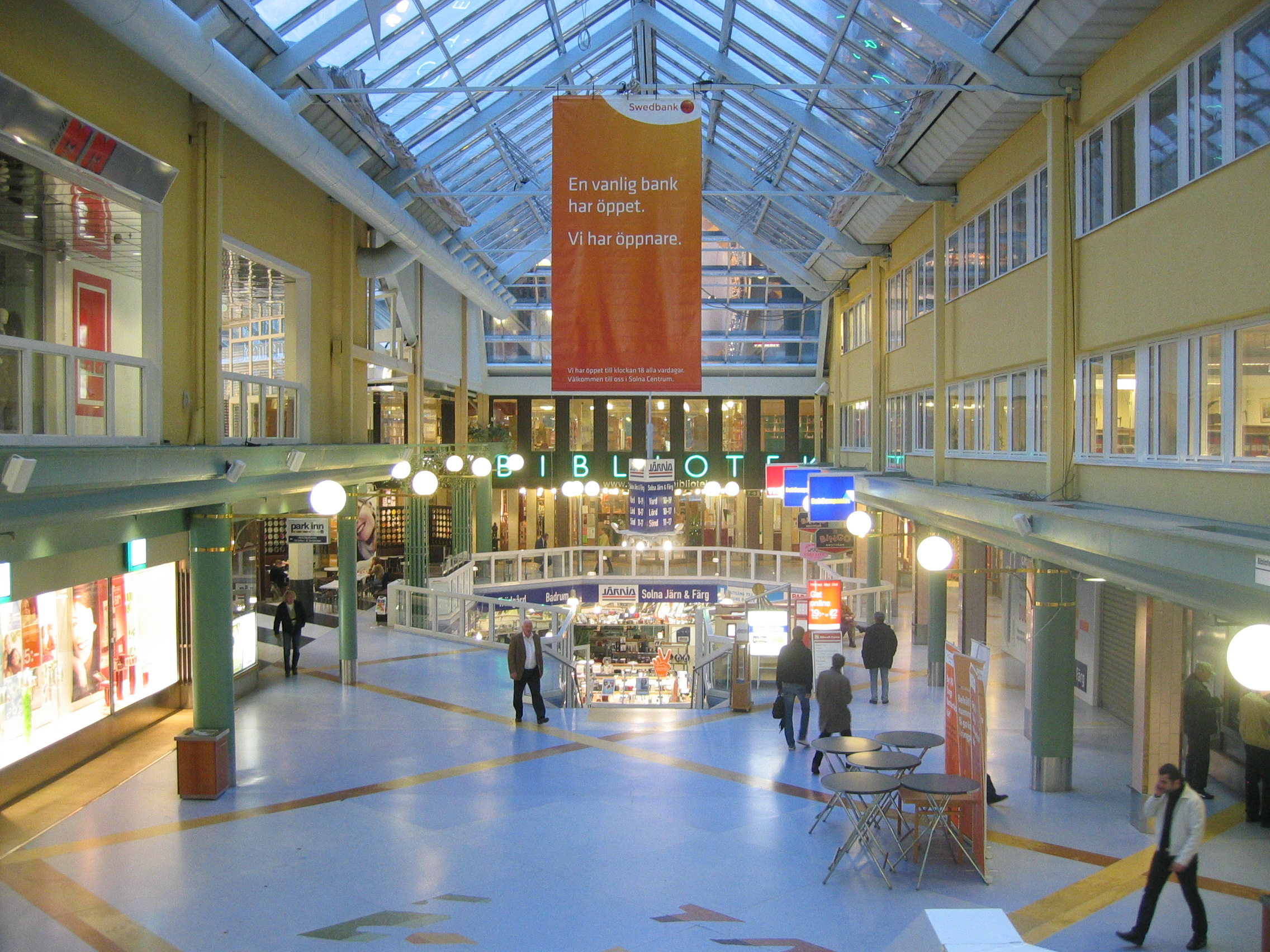
Einkaufszentrum Solna Centrum

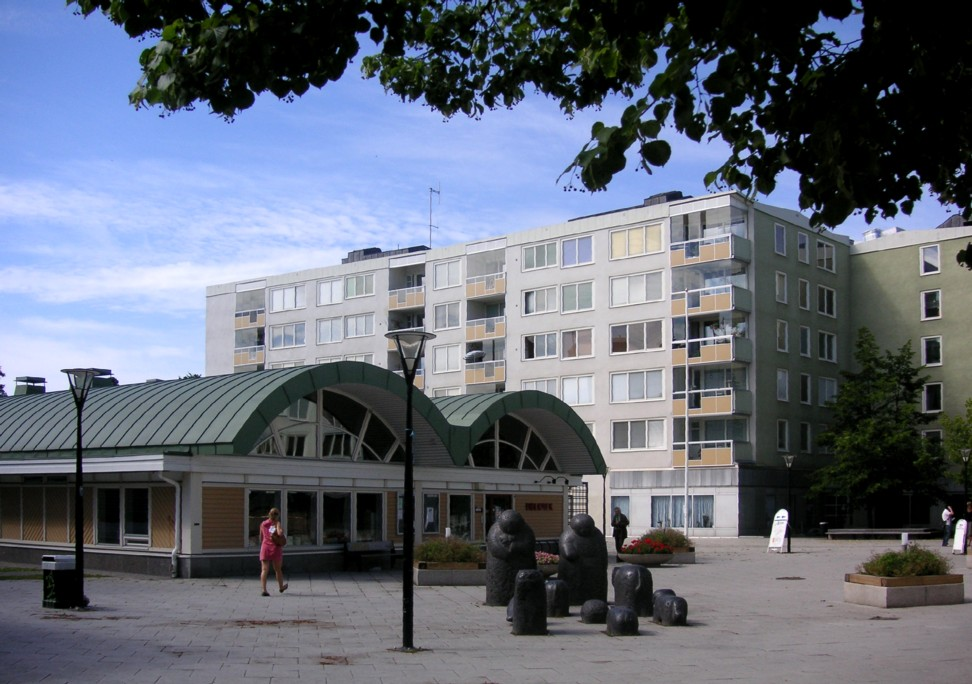
Bergshamra Centrum

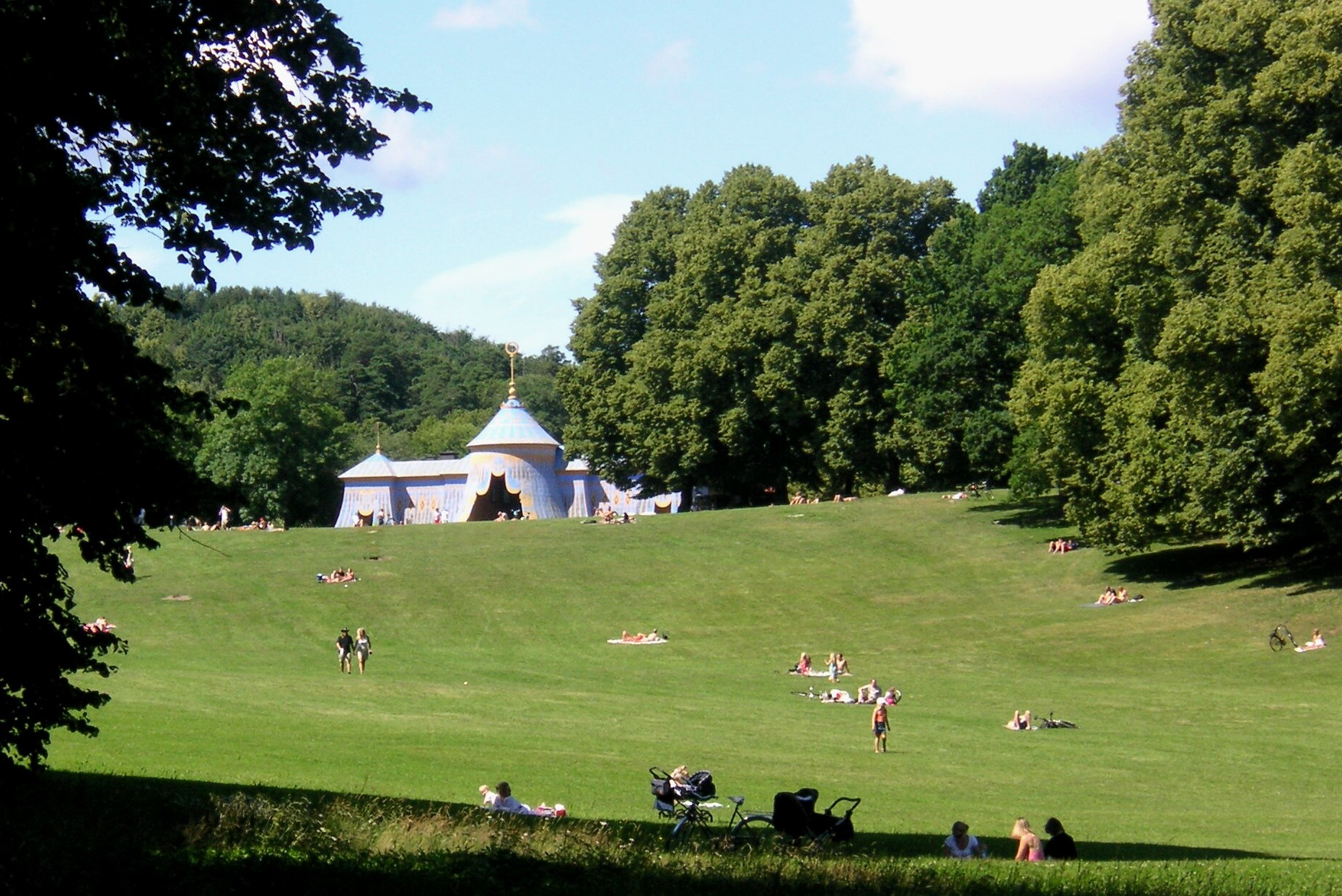
Der Hagapark mit der Rasenanlage Pelouse und den Kupferzelten

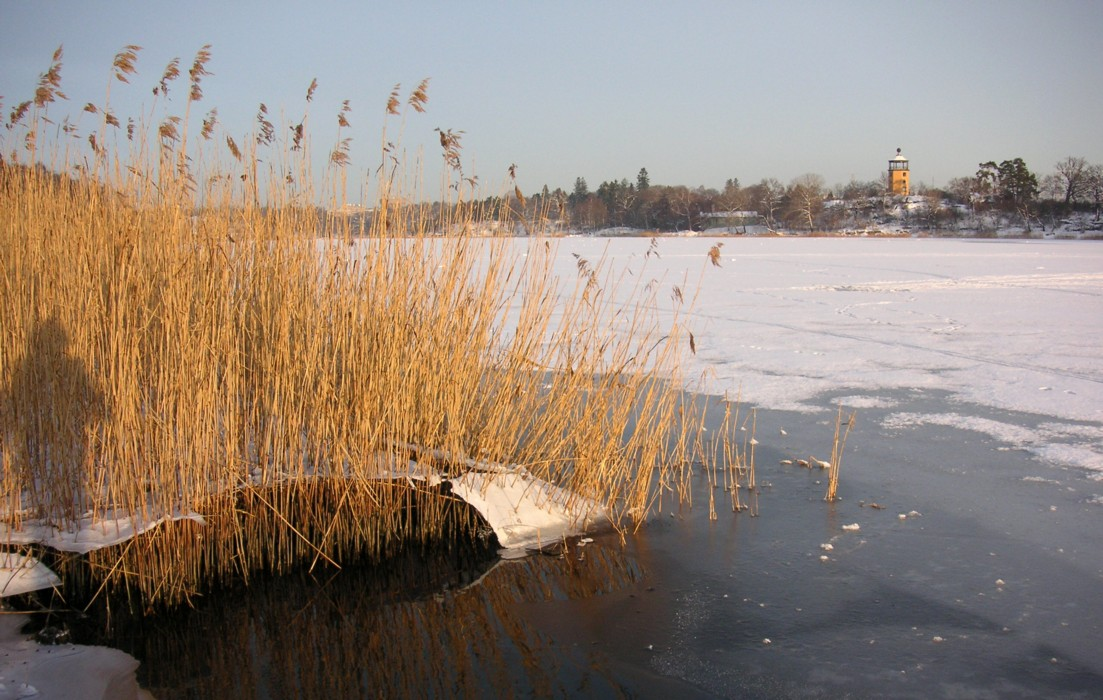
Der See Brunnsviken vom Hagaparken aus gesehen

Solna ist eine Gemeinde (schwedisch kommun) in der schwedischen Provinz Stockholms län und der historischen Provinz Uppland.

## Geographie
Solna grenzt an Stockholm und die Gemeinden Sundbyberg, Sollentuna und Danderyd. Die gesamte Gemeinde ist ein Teil des Tätort Stockholm. Innerhalb Solnas befinden sich Teile der Seen Brunnsviken und Edsviken.
Traditionell gliedert sich die städtisch geprägte Gemeinde in die Ortsteile Bergshamra, Haga, Hagalund, Huvudsta, Järva, Råsunda, Skytteholm und Ulriksdal. Die Untergliederung hat jedoch keine verwaltungsbedingte Funktion.

## Sehenswürdigkeiten
- In der Gemeinde Solna befinden sich die Schlösser Ulriksdal und Karlberg sowie das Schloss Haga im Hagapark.
- Im Stadtteil Råsunda befinden sich die ehemaligen Filmstudios Filmstaden.
- Die Strawberry Arena, das neue schwedische Fußballnationalstadion, liegt in Solna. Es löste das Råsundastadion ab.
- Auf dem Norra begravningsplatsen, einem der größten schwedischen Friedhöfe, ruhen zahlreiche prominente Schweden.

## Wirtschaft
Solna ist industriell geprägt. Zu den größten Arbeitgebern der Gemeinde gehören das Krankenhaus Karolinska sjukhuset, Siemens und SAS. Daneben haben viele andere schwedische Unternehmen in Solna ihren Sitz, unter anderem Vattenfall, ICA, Billerud und Telia Company sowie die beiden größten schwedischen Bauunternehmen Skanska und NCC AB. Ebenso haben viele internationale Unternehmen wie BMW, Ferag und Miele ihre schwedische Zentrale in Solna. Die Universität Stockholm (Stockholms universitet) unterhält in Solna einen Campus für internationale Austauschstudenten (u. a. Erasmus-Programm). Darüber hinaus hat das weltweit renommierte Stockholm International Peace Research Institute (SIPRI) seinen Sitz in Solna.
Der Rangierbahnhof Hagalund (Hagalunds bangård) ist Schwedens größter Abstellbahnhof für den Personenverkehr.

## Verkehr
Solna hat zwei Bahnhöfe an der Bahnstrecke Stockholm–Sundsvall. Mit dem Pendeltåg ist eine gute Verbindung in das Zentrum von Stockholm und zum Flughafen Arlanda vorhanden.
Seit 1975 ist Solna an das Netz der Stockholms tunnelbana angeschlossen. Es bestehen sechs U-Bahn-Stationen auf dem Gebiet der Gemeinde, die von der blauen (Västra skogen, Solna centrum, Näckrosen, Huvudsta, Solna strand) sowie der roten Linie (Bergshamra) bedient werden. Auch die Straßenbahnlinie Tvärbanan verkehrt in Solna.
In Nord-Süd-Richtung wird die Gemeinde von der Europastraße 4 durchkreuzt, von Ost nach West verläuft die Europastraße 18.

## Sport
Bekanntester Sportverein ist der AIK Solna, unter anderem mit der Handballabteilung AIK Handboll. Die Fußballer des AIK spielten bis Ende 2012 im Råsundastadion, das im Solnaer Stadtteil Råsunda liegt und auch als schwedisches Nationalstadion diente. Am 29. Juni 1958 war das Stadion Spielstätte des Endspiels um die Weltmeisterschaft von 1958. Brasilien besiegte hier vor 51.800 Zusehern Gastgeber Schweden mit 5:2 und gewann damit zum ersten Mal den Titel.  Die deutsche Fußballnationalmannschaft feierte gemäß dem Organisationskomitee der Olympischen Spiele von 1912 im Vorgängerstadion am 1. Juli 1912 ihren höchsten Sieg mit einem 16:0 gegen die russische Auswahl. Im Oktober 2012 wurde das neue Nationalstadion Strawberry Arena eingeweiht. In ihm fand am 28. Juli 2013 das Finale der Fußball-Europameisterschaft der Frauen 2013 statt, das die deutsche Auswahl mit 1:0 gegen Norwegen gewann. Im Mai 2017 fand in der Friends Arena das Finale der UEFA Europa League statt.
In Solna wurde am 1. September 1973 von Kjell-Åke Bengtsson die weltweit erste perfekte Runde (18 Schläge für 18 Bahnen) in einem Miniaturgolf-Wettkampf gespielt.

## Partnerstädte
Offizielle Schwesterstadt Solnas ist Burbank in Kalifornien, USA. Solna hat außerdem vier Partnerstädte:
- Gladsaxe (Dänemark)
- Pirkkala (Finnland)
- Ski (Norwegen)
- Valmiera (Lettland)

Mit zwei weiteren Städten arbeitet die Gemeinde offiziell zusammen:
- Kalamaria (Griechenland)
- Warschau-Bemowo (Polen)

## Persönlichkeiten

### Söhne und Töchter der Gemeinde
- Carl Hartman (1824–1884), Botaniker
- Hilma af Klint (1862–1944), Malerin
- Nils von Kantzow (1885–1967), Militär und Olympiasieger
- Karl-Johan Svensson (1887–1964), Turner
- Bertil Uggla (1890–1945), Stabhochspringer, Fechter und Moderner Fünfkämpfer
- Carl Rudolf Florin (1894–1965), Paläobotaniker und Botaniker
- Erik Bjurberg (1895–1976), Radrennfahrer
- Bertil Almqvist (1902–1972), Kinderbuchautor, Illustrator und Zeitungskarikaturist
- Holger Schön (1910–1980), nordischer Skisportler
- Arne Domnérus (1924–2008), Jazz-Musiker
- Jim Nildén (* 1940), Fußball-, Bandy- und Eishockeyspieler
- Helena Henschen (1940–2011), Designerin und Schriftstellerin
- Sten Elfström (1942–2024), Schauspieler
- Ulf Grahn (1942–2023), Komponist
- Tina Hedström (1942–1984), Schauspielerin
- Bo Arne Vibenius (* 1943), Filmregisseur
- Björn Waldegård (1943–2014), Rallyefahrer
- Anders Petersen (* 1944), Fotograf
- Svenne Hedlund (1945–2022), Rock- und Popsänger
- Björn von Sydow (* 1945), sozialdemokratischer Politiker
- Carl XVI. Gustaf (* 1946), König von Schweden
- Göran Christer Åberg (1948–2001), Fußballspieler und -trainer
- Keke Rosberg (* 1948), finnischer Formel-1-Weltmeister
- Marika Lagercrantz (* 1954), Schauspielerin
- Ove Rübsamen (* 1956), Fußballspieler
- Mattias Gardell (* 1959), Religionshistoriker
- Douglas Johansson (* 1960), Schauspieler
- Mikael Engström (* 1961), Schriftsteller
- Joakim Pirinen (* 1961), Illustrator, Autor, Dramaturg und Comiczeichner
- Robert Wells (* 1962), Komponist, Pianist und Entertainer
- David Lagercrantz (* 1962), Journalist und Schriftsteller
- Anders Limpar (* 1965), Fußballspieler
- Pär Millqvist (* 1967), Fußballspieler
- Mart Hällgren (* 1968), Punk-Musiker
- Marcus Schenkenberg (* 1968), Topmodel
- Helena af Sandeberg (* 1971), Filmschauspielerin
- Sara Stridsberg (* 1972), Journalistin, Übersetzerin, Roman- und Theaterautorin
- Max von Schlebrügge (* 1977), Fußballspieler
- Victoria von Schweden (* 1977), Kronprinzessin von Schweden
- Therese Alshammar (* 1977), Schwimmerin
- Vincent Pontare (* 1980), Pop- und Soul-Sänger, Produzent und Songschreiber
- David Printz (* 1980), Eishockeyspieler
- Yussuf Saleh (* 1984), äthiopisch-schwedischer Fußballspieler
- Henok Goitom (* 1984), Fußballspieler
- Sara Lumholdt (* 1984), Popsängerin (A*Teens)
- Michael Tureniec (* 1985), Pokerspieler
- Kim Amb (* 1990), Speerwerfer
- Viktor Lundberg (* 1991), Fußballspieler
- Daniel Ståhl (* 1992), Diskuswerfer, Olympiasieger
- Henrik Olsson (* 1994), Handballspieler
- Christian Kouakou (* 1995), Fußballspieler
- Björn Frantzén (* 1977), Küchenchef
- Zara Larsson (* 1997), Popsängerin
- Alexander Isak (* 1999), Fußballspieler
- Josafat Mendes (* 2002), Fußballspieler
- Emelie Fast (* 2004), Schwimmerin
- Andreas Nordebäck (* 2004), Eiskunstläufer
- Estelle von Schweden (* 2012), Prinzessin von Schweden
- Oscar von Schweden (* 2016), Prinz von Schweden

### Personen, die in der Gemeinde wirken oder gewirkt haben
- Jean de la Vallée (1624–1696), französischer Architekt, schuf das Schloss Karlberg
- Simon Katzenstein (1868–1945), deutscher Politiker, starb in Solna
- Nils Carl Gustaf Fersen Gyldenstolpe (1886–1961), schwedischer Zoologe, in Solna gestorben
- Leif G. W. Persson (* 1945 in Stockholm), Krimiautor, wohnt in Solna
- Christer Pettersson (1947–2004), einer der Hauptverdächtigen im Mordfall Olof Palme, starb im Karolinska Sjukhuset
- Lars Leijonborg (* 1949 in Täby), schwedischer Minister, in Solna aufgewachsen
- Stefan Lord (* 1954), schwedischer Dartspieler, wuchs unter anderem in Solna auf